# Daisy Cleverley
Daisy Cleverley (* 30. April 1997 in Auckland) ist eine neuseeländische Fußballspielerin. Sie spielte erstmals 2014 für die neuseeländische Fußballnationalmannschaft der Frauen.

## Karriere
Cleverley nahm kurz vor ihrem 15. Geburtstag im April 2012 mit der U-17-Mannschaft an der U-17-Fußball-Ozeanienmeisterschaft der Frauen 2012 teil, wo sie drei Tore erzielte. Mit dem Sieg bei der Meisterschaft hatte sich die Mannschaft für die U-17-Fußball-Weltmeisterschaft der Frauen 2012 in Aserbaidschan qualifiziert. Sie kam dabei in allen drei Spielen zum Einsatz, schied jedoch mit der neuseeländischen Mannschaft nach drei Niederlagen in der Vorrunde aus. Zwei Jahre später nahm sie erneut an der U-17-Weltmeisterschaft teil, für die sie sich diesmal nicht qualifizieren mussten, und erzielte im Vorrundenspiel gegen die Mannschaft Paraguays das einzige Tor der Neuseeländerinnen im gesamten Turnier.
Mit der U-20-Nationalmannschaft gewann sie im Februar 2014 in ihrer Heimat die U-20-Fußball-Ozeanienmeisterschaft der Frauen und qualifizierte sich damit für die U-20-Weltmeisterschaft 2014. Die Neuseeländerinnen erreichten dort erstmals das Viertelfinale. Cleverley kam in allen vier Spielen zum Einsatz. Im Oktober 2015 konnte sie mithelfen den Titel des Ozeanienmeisters zu verteidigen. Mit fünf Toren war sie zusammen mit zwei Mitspielerinnen drittbeste Torschützin des Turniers. Damit qualifizierten sich die Neuseeländerinnen für die U-20-Weltmeisterschaft 2016 in Papua-Neuguinea. Dort konnten sie zwar das erste Spiel gegen Ghana mit 1:0 gewinnen, durch Niederlagen gegen Frankreich und die USA schieden sie aber als Gruppendritte aus.
Bereits am 25. Oktober 2014 hatte sie gegen Tonga ihr Debüt in der neuseeländische A-Nationalmannschaft gegeben. Zum 16:0-Sieg gegen den Inselstaat bei der Fußball-Ozeanienmeisterschaft der Frauen 2014 konnte Cleverley zwei Tore beisteuern. Die Neuseeländerinnen qualifizierten sich durch den Gewinn der Ozeanienmeisterschaft für die WM 2015
An der WM nahm sie als jüngste Spielerin des Teams teil, ohne jedoch zum Einsatz zu kommen. Neuseeland schied in der Vorrunde aus.
Cleverley begleitete die neuseeländische Mannschaft bei den Olympischen Spielen 2016 in Brasilien als Reservespielerin.
Ihre nächsten Einsätze hatte sie erst wieder beim Zypern-Cup 2017. Sie wurde im dritten Gruppenspiel gegen Südkorea eingewechselt, das wie die beiden ersten Spiele verloren wurde. Im Spiel um Platz 9, das mit 3:1 gegen Ungarn gewonnen wurde, stand sie in der Startelf. Sie wurde dann noch bei einem der beiden Spiele im September gegen die USA eingewechselt, kam dann aber verletzungsbedingt erst wieder im Frühjahr 2019 beim Cup of Nations zu zwei Einwechslungen.
Am 29. April wurde sie für die WM in Frankreich nominiert. Sie kam aber in den drei Gruppenspielen, die mit drei Niederlagen endeten nicht zum Einsatz. Auch bei den wegen der COVID-19-Pandemie um ein Jahr verschobenen Olympischen Sommerspielen 2020 war ihr und ihrer Mannschaft kein Erfolgserlebnis vergönnt. Nach drei Niederlagen schieden sie nach der Gruppenphase aus. Sie kam in allen drei Spielen zum Einsatz.
Am 30. Juni 2023 wurde sie für den Kader der Mannschaft bei der Weltmeisterschaft 2023 nominiert, kam jedoch nicht zum Einsatz und schied mit ihrer Mannschaft nach der Vorrunde aus.

## Erfolge
- 2012: Gewinn der  U-17-Fußball-Ozeanienmeisterschaft der Frauen
- 2014, 2015: Gewinn der  U-20-Fußball-Ozeanienmeisterschaft der Frauen
- 2014:  Fußball-Ozeanienmeisterschaft der Frauen